# 429733 Gilbertbaker
429733 Gilbertbaker è un asteroide near-Earth, più in dettaglio un asteroide Amor. Scoperto nel 2011, presenta un'orbita caratterizzata da un semiasse maggiore pari a 2,546494 UA e da un'eccentricità di 0,492587, inclinata di 22,554841° rispetto all'eclittica. Ha un periodo di rotazione di 2,649 ore.
È dedicato a Gilbert Baker, artista e creatore della bandiera arcobaleno.